# بوكسكار
بوكسكار ، تسمى أحيانًا سيارة بوك ، هو اسم قاذفة قنابل القنابل بي-29 التابعة للقوات الجوية الأمريكية التي أسقطت سلاحًا نوويًا فات مان فوق مدينة ناجازاكي اليابانية خلال الحرب العالمية الثانية في الثانية. – والأحدث – هجوم نووي في التاريخ واحدة من 15 طائرة من طراز طبق من الفضة B-29 استخدمتها الفرقة 509، تم بناء طبق من الفضة في مصنع قلين إل مارتن للطائرات في بيليفيو، نبراسكا ، في ما يعرف الآن بقاعدة أوفوت الجوية ، وتم تسليمها إلى القوات الجوية للجيش الأمريكي في 19 مارس 1945. . تم تعيينها لسرب القصف 393 ، المجموعة المركبة 509 في مطار ويندوفر العسكري ، يوتا ، في أبريل وتم تسميتها على اسم الكابتن فريدريك سي بوك .